# Cienfuegosia subternata
Cienfuegosia subternata är en malvaväxtart som först beskrevs av Emil Hassler, och fick sitt nu gällande namn av Paul Arnold Fryxell. Cienfuegosia subternata ingår i släktet Cienfuegosia och familjen malvaväxter. Inga underarter finns listade i Catalogue of Life.